# Rearranjo de Hoffmann

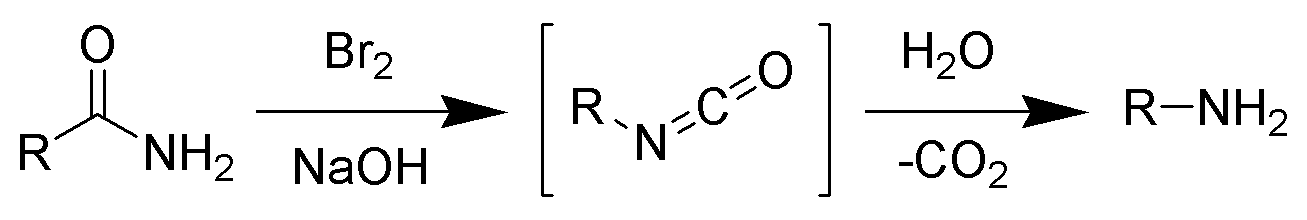
Esquema simplificado para o rearranjo de Hoffman.

O rearranjo de Hofmann é a reação orgânica de uma amida primária levando a uma amina primária com um menor número de átomos de carbono, com etapa de rearranjo seguida de degradação da molécula no mecanismo, com liberação de gás carbônico.

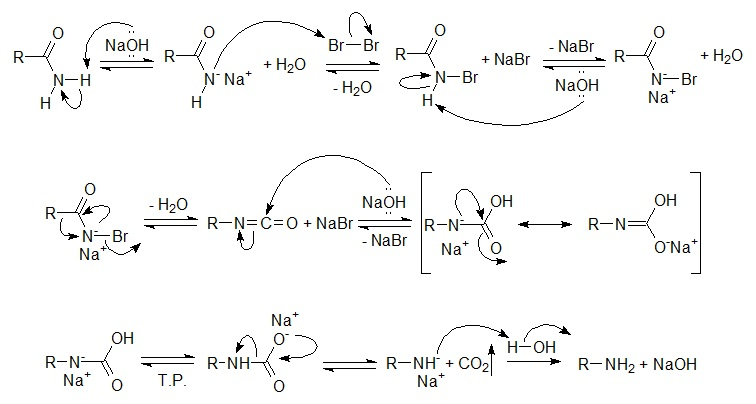
Mecanismo completo da reação de rearranjo e degradação de Hoffman.